# Стеноз митрального клапана
Стено́з отве́рстия митра́льного кла́пана (лат. Stenosis ostii atrioventricularis sinistri), известный также как митральный стеноз или сужение левого атриовентрикулярного отверстия — часто встречающийся приобретённый порок сердца. Характеризуется сужением предсердно-желудочкового отверстия, приводящие к нарушению диастолического поступления крови из левого предсердия в левый желудочек. Митральный стеноз (МС) может быть изолированным или сочетаться с поражением других клапанов, и с недостаточностью митрального клапана.

## Эпидемиология
Распространённость МС различается в каждой стране. В западных странах она составляет 0,2 на 1000 человек населения , но в последнее время эта цифра растёт из-за усиливающихся процессов миграции. Высока распространённость МС в странах средней Азии, до 6—7 на 1000 человек населения. Заболевание чаще встречается у женщин.

## Этиология
В странах с высокой распространённостью МС причиной чаще всего является ревматическая болезнь сердца, на втором месте инфекционный эндокардит; в странах с низкой распространённостью в связи со старением населения может наблюдаться дегенеративно-кальцинирующее поражение. Врождённый митральный стеноз встречается очень редко.

## Патогенез и изменение гемодинамики
МС — это нарушение функции клапана, расположенного между левым предсердием и левым желудочком. Клапан открывается в диастолу, и через него артериальная кровь левого предсердия поступает в левый желудочек. При митральном стенозе створки клапана утолщаются, в результате происходит уменьшение размера предсердно-желудочкового отверстия. Вследствие этого, кровь во время диастолы из левого предсердия не успевает откачиваться, и в результате давление в левом предсердии увеличивается. Хроническая нагрузка давлением левого предсердия приводит к его увеличению и всем вытекающими отсюда последствиями: фибрилляции предсердий и тромбоэмболическим осложнениям.
По мере потери эластичности левого предсердия, в его полости повышается давление (с нормального в 5 мм до 20—25 мм рт. ст. и более). Вследствие роста давления, увеличивается градиент давления между левым предсердием и левым желудочком, в результате этого облегчается прохождение крови через отверстие митрального клапана. В результате увеличения давления в левом предсердии, увеличивается давление в правом желудочке и далее в лёгочных артериях и, затем, вследствие рефлекса Китаева, в целом в малом круге кровообращения. Из-за высокого давления в левом предсердии миокард левого предсердия гипертрофируется. Происходит повышенная работа предсердия, при прогрессировании гипертрофируются и стенки правого желудочка. В результате увеличивается давление в лёгочных артериях и в легких.

## Клиническая картина
Заболевание характеризуется медленным течением. Появление симптомов чаще всего происходит в 40—50 лет. Из-за высокого давления в лёгочных артериях, появляется жалоба на одышку при физической нагрузке. При увеличенной физической нагрузке приток крови в сердце увеличивается и вызывает перенапряжение капилляров, стенок сердца (из-за стеноза атриовентрикулярного клапана) и затрудняется нормальный газообмен. Вследствие этого больные жалуются на одышку при физической нагрузке. 
Прогрессирование при ревматическом МС чаще связано с повторными атаками ревматической лихорадки. При прогрессировании МС одышка может появиться и в покое. Очевидная бледность кожи, с выраженным румянцем на щеке с цианозом. Появление акроцианоза (цианоз кончика носа, ушей, подбородка). У больных с высокой лёгочной гипертензией при физической нагрузке цианоз увеличивается и появляется бледность кожи.

## Классификация
МС классифицируется по стадиям, отражающим степень тяжести гемодинамических изменений и симптомы:
- Стадия А: бессимптомная, без гемодинамических изменений, пациенты в группе риска;
- Стадия B: прогрессирующий МС, с умеренными гемодинамическими изменениями, бессимптомный;
- Стадии С и D: тяжёлые гемодинамический изменения, при этом C — без симптомов, D — с симптомами (одышка при физической нагрузке, снижение толерантности к ней)[7].

## Диагностика
Как и при других поражениях клапанов, трансторакальная эхокардиография является первейшим методом диагностики. Этот метод визуализации помогает выяснить анатомию и функциональное значение стеноза. Использование 3D-эхокардиографии обеспечивает более высокую точность, например, при измерении площади митрального клапана . 